# (35129) 1992 EZ29
1992 EZ29 (asteroide 35129) é um asteroide da cintura principal. Possui uma excentricidade de 0.03038600 e uma inclinação de 1.15691º.
Este asteroide foi descoberto no dia 3 de março de 1992 por UESAC em La Silla.